# Willa „Ornak”
Willa „Ornak” (nazywana także pensjonatem muzealnym albo domem muzealnym) to historyczny budynek (willa) w stylu zakopiańskim, obecnie dom gościnny, znajdujący się przy ul. Grunwaldzkiej 20 w Zakopanem. Znajduje się tu też Muzeum Przełomu Wieków „ORNAK”. Budynek jest wpisany do rejestru zabytków.
Zbudowana w 1902 r. Fundatorką była Agnieszka z Walczaków Sokołowska. Był przez wiele lat siedzibą rodu Sokołowskich, m.in. mieszkał tu Stanisław Sokołowski; nadal jest w rękach jego potomków. Dom wybudowany w stylu architektury zakopiańskiej. W 1992 roku w obiekcie otworzył się Pensjonat Muzealny „Ornak”. W 2010 willa została wyróżniona w ramach nagrody im. Mariana Korneckiego, a w 2012 nagrodą od Towarzystwa Opieki nad Zabytkami za dobre zachowanie zabytku.
Budynek ten jest uznany za obiekt o dużym znaczeniu dla historii Zakopanego.